# Айсиньгьоро Исинь
Айсиньгьоро Исинь, великий князь Гун (кит. трад. 愛新覺羅·奕訢, 恭親王, 11 января 1833 — 29 мая 1898) — маньчжурский аристократ, государственный деятель Цинской империи.
Исинь был шестым сыном императора Айсиньгьоро Мяньнина, правившего под девизом «Даогуан», его мать была монголкой из рода Борджигин; она не имела титула «императрицы», а была лишь «наложницей».
После смерти императора в 1850 году был обнародован его секретный указ о престолонаследии. Наследником стал Айсиньгёро Ичжу (старший сводный брат Исиня), взявший девиз правления «Сяньфэн», а Исинь получил титул «великий князь Гун»; мать Исиня получила титул «вдовствующая наложница» (в 1855 году посмертно была удостоена титула «императрицы»).
Во время Второй Опиумной войны в 1860 году, когда англо-французские войска подошли к Пекину, император бежал в Горное убежище от летнего зноя, а Исиня оставил вести переговоры. Британский и французский послы потребовали, чтобы великий князь Гун до 23 октября принял условия мира, угрожая в противном случае сжечь императорский дворец в Пекине. Под влиянием русского посланника Игнатьева он согласился подписать трактаты с Великобританией (24 октября) и Францией (25 октября). Чтобы побыстрее удалить иностранные войска из столицы, император прислал свои ратификации заранее. 14 ноября, в благодарность за спасение графом Игнатьевым Пекина от разграбления англо-французскими войсками, Айсиньгьоро Исинь от имени Цинской империи подписал с Россией договор о границе по Амуру и Уссури.
22 августа 1861 года император скончался. Трон унаследовал его пятилетний сын Цзайчунь, правивший под девизом «Тунчжи», который был рождён от Драгоценной наложницы И. Покойный император перед смертью назначил для управления государством в период несовершеннолетия сына регентский совет из шести придворных и двух князей, старшим в котором был князь Айсиньгьоро Сушунь. В ноябре 1861 Великий князь Гун вошёл в сговор с Драгоценной наложницей И, и в результате дворцового переворота Сушунь был казнён, двум князьям пришлось совершить самоубийство, а придворных из регентского совета лишили власти. Новыми сорегентами стали Драгоценная наложница И (сменившая титул на «Вдовствующая императрица Цыси») и Вдовствующая императрица Цыань, а Исинь был назначен Князем-регентом.
Великий князь Гун стал управлять важнейшими делами государства, и определял государственную политику в течение последующих двух десятков лет. В частности, в 1861 году он учредил и возглавил Цзунли ямэнь, ставший де-факто цинским министерством иностранных дел, а в 1862 году основал Тунвэньгуань, в котором китайские студенты изучали иностранные языки и западные науки. Айсиньгёро Исинь был инициатором и проводником курса реформ, известного как «Движение самоусиления».
Влиятельность великого князя пошатнулась, когда в 1869 году он, при поддержке вдовствующей императрицы Цыань, казнил Ань Дэхая, одного из любимых евнухов Цыси, опасаясь усиления их влияния, которое традиционно считалось признаком династического упадка. В 1884 году Айсиньгьоро Исинь был обвинён в непочтительном поведении в присутствии вдовствующей императрицы и смещён с должности. Свой век он доживал в своей пекинской резиденции.